# Juliana Harkavy
Juliana Jay Harkavy (New York, 1 januari 1985) is een Amerikaans actrice, schrijfster en muzikant. Ze speelde onder meer Dinah Drake / Black Canary in Arrow. 

## Privéleven
Harkavy is van Russische, Hongaarse, Dominicaanse, Afrikaanse en Chinese afkomst. Ook heeft ze in verschillende plaatsen gewoond, zoals New York, New Mexico, New Jersey, Californië, Florida en Frankrijk.
Ze trouwde in 2014. In april 2020 liet ze op Twitter weten dat ze ging scheiden.